# Rafaiterebene
Die Rafaiterebene oder das Refaïm-Tal (auch Rephaim-Tal oder Refaïm-Ebene; hebräisch עֵמֶק רְפָאִים, ʿEmeq Rəpha'īm ‚Tal der Riesen‘) ist eine Landschaft in Israel südwestlich von Jerusalem. Das Tal führt auf das Elah-Tal zu. Durch den Talgrund führte in der Antike eine Straße von der Küste ins Judäische Gebirge.
Die Nordost-Ecke der Refaiterebene bildete den Grenzbereich der Stämme Juda und Benjamin (Jos 15,8 ; 18,16 ). Sie war für ihren Kornanbau bekannt (Jes 17,5 ) und diente zu Zeiten Davids den Philistern mehrmals als militärisches Aufmarschgebiet (2 Sam 5,18.22 ; 23,13 ; 1 Chr 11,15 ; 14,9 ).
Das Tal ist „1 Stunde lang, ½ Stunde breit bis zum Kloster mar eljas = baʿal perazim“.
Am nördlichen Ende befand sich seit 1873 „die gleichnamige Kolonie der deutschen Templer“, die „German Colony“ ist jetzt ein Stadtviertel Jerusalems.
Es wurde nach dem Volk der Rafaiter benannt, das in Baschan siedelte.